# New Salem (Dacota do Norte)
New Salem é uma cidade localizada no estado norte-americano de Dacota do Norte, no Condado de Morton.

## Demografia
Segundo o censo norte-americano de 2000, a sua população era de 938 habitantes.
Em 2006, foi estimada uma população de 884, um decréscimo de 54 (-5.8%).

## Geografia
De acordo com o United States Census Bureau tem uma área de
3,7 km², dos quais 3,7 km² cobertos por terra e 0,0 km² cobertos por água. New Salem localiza-se a aproximadamente 666 m acima do nível do mar.

## Localidades na vizinhança
O diagrama seguinte representa as localidades num raio de 40 km ao redor de New Salem.